# CP Ships
Canadian Pacific Steamship Company, también llamada CP Ships fue una empresa dedicada al transporte marítimo que funcionó entre 1880 y 2005. Era una subsidiaria de la compañía ferroviaria Canadian Pacific Railway y conectaba la red ferroviaria de Canadá con Europa y Asia. En 2005 la empresa fue adquirida por la compañía alemana TUI AG y la marca CP Ships fue abandonada. Los activos pasaron a formar parte de Hapag-Lloyd.

## Historia
A principios de la década de 1880, la compañía ferroviaria Canadian Pacific Railway (CPR) negoció con el Gobierno del Reino Unido para establecer rutas navieras a través del Pacífico entre Vancouver y el Lejano Oriente. Los servicios a través del Pacíficos de la Canadian Pacific los inició Sir William Cornelius Van Horne. En 1887, Sir William fletó tres buques de la compañía naviera británica Cunard Line: el SS Abyssinia, el SS Parthia, y el SS Batavia -las primeras naves de la flota de Canadian Pacific. 
En 1891, la CPR adoptó un nuevo nombre: Canadian Pacific Steamship Company (CPSC).  
En el siglo XIX, CP inició el servicio Vancouver-Columbia Británica-Hong Kong, con escalas en Japón y China, y más tarde en Manila, en las Islas Filipinas y Honolulú. Este servicio enlazaba con el ferrocarril transcontinental de pasaje y carga de CPR. Durante 1887, se inició el servicio Vancouver-Yokohama-Hong Kong. 
Desde 1887 hasta 1941, la Canadian Pacific proporcionó servicio entre Vancouver y Victoria-Columbia Británica-Canadá y Hong Kong con escalas en Japón y China, y más tarde en Manila, Islas Filipinas y Honolulu. Se construyeron tres naves más en Barrow-in-Furness, Inglaterra. 
En 1915, la CP cambió el nombre a Canadian Pacific Steamships Ocean Services Ltd. 
En 1891, la empresa y el gobierno británico llegaron a un acuerdo sobre el servicio de correo subsidiado entre Gran Bretaña y Hong Kong a través de Canadá. La ruta comenzó a ser atendida por tres transatlánticos: el RMS Empress of China, el RMS Empress of India y el RMS Empress of Japan. Cada uno de estos barcos de vapor "Empress" navegaron regularmente en el período comprendido entre 1891 y 1912. En ese año, el Empress of China golpeó un arrecife cerca de Tokio, y posteriormente fue remolcado a Yokohama, donde fue desguazado. el Empress of India seguiría en servicio a través de 1914. El Empress of Japan navegó regularmente desde 1891 y 1922. Estas tres naves y otras llevaron el correo, pasajeros y mercancías con rapidez a través del Pacífico durante más de medio siglo. 
En 1903, la compañía comenzó a los buques que operan en el Atlántico entre Halifax, Nueva Escocia y el Reino Unido. En 1906, dos barcos fueron construidos en Escocia: el RMS Empress of Scotland y el RMS Empress of Ireland. Estos dos buques tenían una capacidad total de 1.530 pasajeros. Hubo alojamiento para 310 de primera clase, 470 pasajeros de segunda clase y 500 para tercera clase, transportando a muchos inmigrantes de Europa a Canadá, principalmente de Gran Bretaña y los países escandinavos.
Luego del ataque japonés a Pearl Harbor, la CP rebautizó al buque RMS Empress of Japan como RMS Empress of Scotland, para que el transatlántico no tuviese el nombre del país enemigo.
En la década de 1980, CP Ships adquirió distintas empresas, siendo las más importantes Dart Containers y Manchester Lines. En 2001 los directivos de Canadian Pacific Ltd., el holding que agrupaba a las distintas empresas, incluida CP Ships, anunciaron que comenzarían a desprenderse de sus subsidiarias, con la esperanza de que cada empresa por separado podría obtener más inversores que el grupo en su conjunto. Para 2003 CP Ships operaba 22 líneas con 89 barcos y empleaba a 4400 trabajadores en todo el mundo utilizando siete marcas comerciales: ANZDL, Canada Maritime, Cast, Contship Containerlines, Italia Line, Lykes Lines y TMM Lines.
La empresa fue adquirida en 2005 por la firma TUI AG de Alemania, por un valor de 2,4 miles de millones de dólares canadienses. El 14 de diciembre de ese año, los accionistas aprobaron la venta y el nombre CP Ship fue abandonado en favor de Hapag-Lloyd, considerada una marca más conocida.

## Imágenes

Bandera de la compañía.
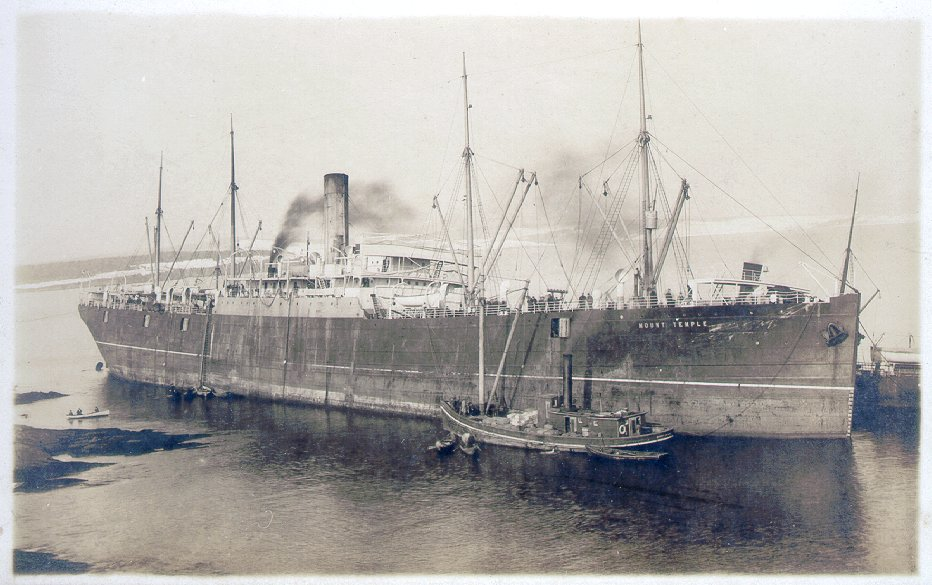
El SS Mount Temple encallado en la isla West Ironbound, en Nueva Escocia.
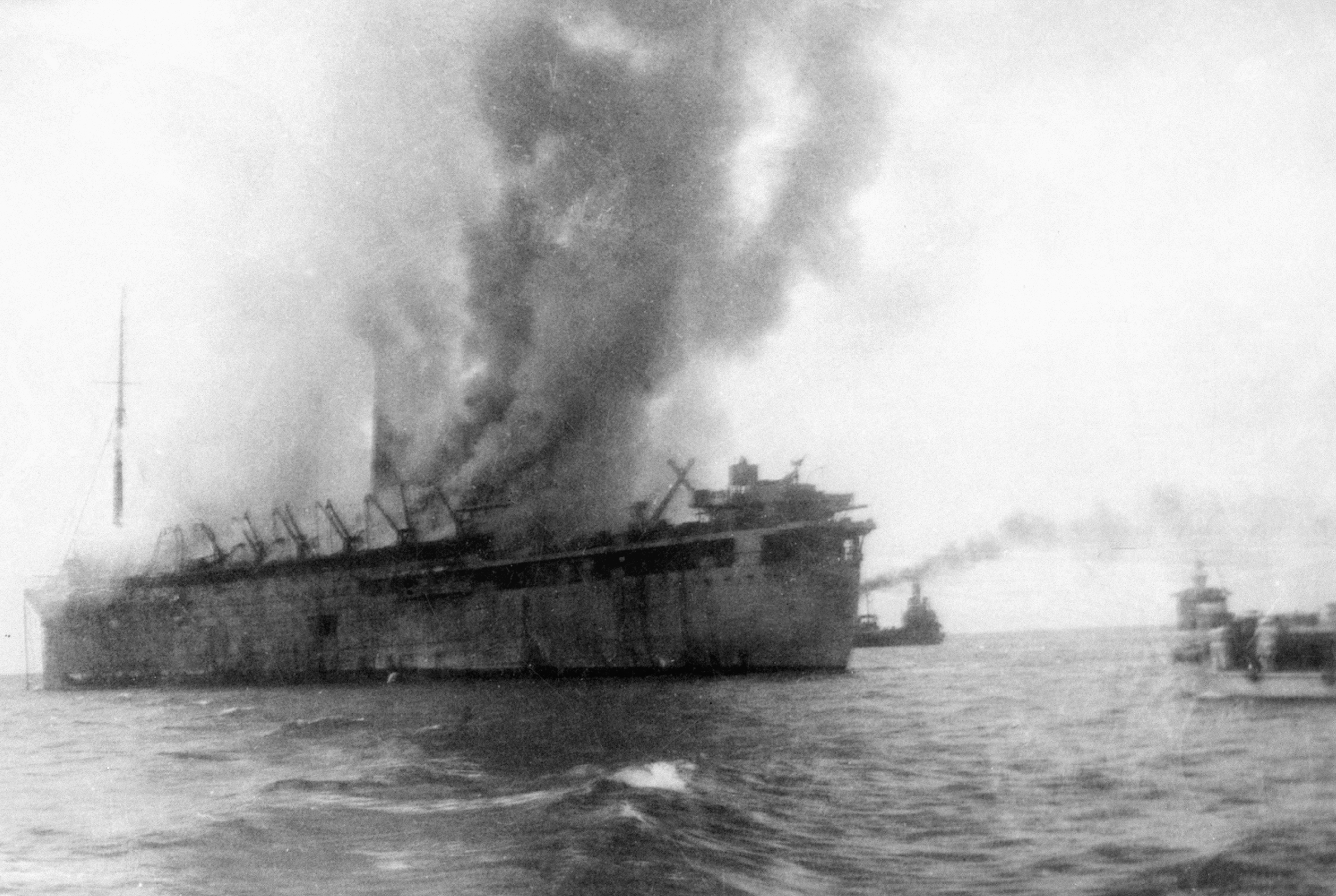
El RMS Empress of Asia se incendia tras el ataque japonés en 1942.
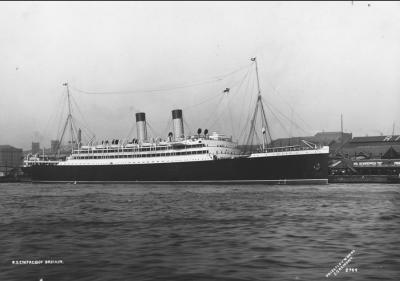
El RMS Empress of Ireland en 1905.
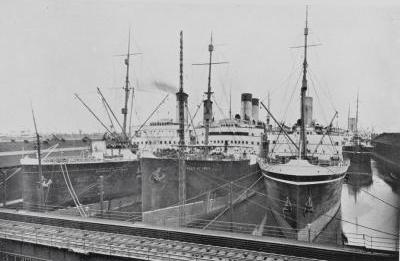
Los transatlánticos RMS Empress of France, RMS Empress of India y RMS Empress of Britain en 1926.